# Aluzja
Aluzja (łac. allusio) – nawiązanie do czegoś, kogoś; przywołanie nie wprost danej sprawy. Z reguły aluzje są łatwe do odgadnięcia przez odbiorcę wypowiedzi.